# Ивон Гулагонг
Ивон Феј Гулагонг Коли (енгл. Evonne Fay Goolagong Cawley; 31. јул 1951, Грифит, Нови Јужни Велс, Аустралија) је бивша аустралијска тенисерка, која је професионално играла тенис од 1971. до 1983. године.
Гулагонг је била једна од водећих играчица тениса у касним '70-им и раним '80-им. Освојила је четрнаест гренд слем титула, од тога су седам у појединачној конкуренцији (четири пута Отворено првенство Аустралије, једанпут Отворено првенство Француске и двапут Вимблдон), шест у конкуренцији женских и једну у конкуренцији мешовитих парова.
Њена највиша позиција на ВТА листи у појединачној конкуренцији је прво место, на ком се задржала две недеље. До пласмана Ешли Барти на прво место 43 године касније, била је једина тенисерка из Аустралије (и Океаније) и прва домородачког порекла на тој позицији.

## Приватни живот
Рођена је 1951. године пуним именом Ивон Феј Гулагонг. Постала је позната под именом Ивон Гулагонг Коли - 1971. године се удала за британског тенисерка Роџера Колија. Она је једно од осморо деце рођено у аустралијској абориџинској породици. Одрасла је у малом граду у Новом Јужном Велсу, Барелану.
Иако су људи пореклом Абориџини били дискриминисани у Аустралији у то време, Гулагонг је могла да тренира тенис захваљујући Билу Курцману, локалном богаташу, који ју је видео како игра и храбрио је да тренира како би постала професионална играчица. 1967. се сели у Сиднеј, и тренира у тамошњој тениској школи. Вик Едвардс, власник тениске школе у Сиднеју, путовао је земљом и видео је младу Голагонг како игра. Одмах је уочио њен потенцијал. Убедио је Ивонине родитеље да дозволе кћерки да се пресели у Сиднеј, где се паралелно школовала у школи за девојчице „Вилоби“. Тренирао ју је Едвардс лично.

## Број један
Многи писци и новинари писали су како је Гулагонг била прва на свету још 1971. године. Ипак, званична тврдња је да је тада била на 2. месту, иза америчке тенисерке Били Џин Кинг.
Иако је у најбољој форми била током седамдесетих, ВТА компјутерско рачунање бодова, које је започето 1973. године, није укључио Гулагонг у тенисерке које су некада биле на првом месту ове листе све до 2007. године. У децембру 2007, утврђено је да је Ивон Гулагонг била прва тенисерка планете 1976. године, а на том месту је сменила Крис Еверт, након што ју је победила у финалу ВТА завршног турнира. Гулагонг је на овом месту била две недеље, од 26. априла до 9. маја 1976, када ју је сменила Крис Еверт.

## Гренд слем финала

### Појединачно (18)

#### Победе (7)
| Година | Турнир                            | Противница у финалу | Резултат      |
| 1971   | Отворено првенство Француске      | Хелен Гурли Коли    | 6–3, 7–5      |
| 1971   | Вимблдон                          | Маргарет Корт       | 6–4, 6–1      |
| 1974   | Отворено првенство Аустралије     | Крис Еверт          | 7–6, 4–6, 6–0 |
| 1975   | Отворено првенство Аустралије (2) | Мартина Навратилова | 6–3, 6–2      |
| 1976   | Отворено првенство Аустралије (3) | Рената Томанова     | 6–2, 6–2      |
| 1977   | Отворено првенство Аустралије (4) | Хелен Гурли Коли    | 6–3, 6–0      |
| 1980   | Вимблдон (2)                      | Крис Еверт          | 6–1, 7–6      |

#### Порази (11)
| Година | Турнир                        | Противница у финалу | Резултат      |
| 1971.  | Отворено првенство Аустралије | Маргарет Корт       | 2–6, 7–6, 7–5 |
| 1972.  | Отворено првенство Аустралије | Вирџинија Вејд      | 6–4, 6–4      |
| 1972.  | Отворено првенство Француске  | Били Џин Кинг       | 6–3, 6–3      |
| 1972.  | Вимблдон                      | Били Џин Кинг       | 6–3, 6–3      |
| 1973.  | Отворено првенство Аустралије | Маргарет Корт       | 6–4, 7–5      |
| 1973.  | Ју-Ес опен                    | Маргарет Корт       | 7–6, 5–7, 6–2 |
| 1974.  | Ју-Ес опен                    | Били Џин Кинг       | 3–6, 6–3, 7–5 |
| 1975.  | Вимблдон                      | Били Џин Кинг       | 6–0, 6–1      |
| 1975.  | Ју-Ес опен                    | Крис Еверт          | 5–7, 6–4, 6–2 |
| 1976.  | Вимблдон                      | Крис Еверт          | 6–3, 4–6, 8–6 |
| 1976.  | Ју-Ес опен                    | Крис Еверт          | 6–3, 6–0      |

### Женски парови (6)

#### Победе (6)
| Година | Турнир                            | Партнерка        | Противнице у финалу                | Резултат                             |
| 1971   | Отворено првенство Аустралије     | Маргарет Корт    | Џил Емерсон Лесли Хант             | 6–0, 6–0                             |
| 1974   | Отворено првенство Аустралије (2) | Пеги Мичел       | Кери Харис Кери Мелвил Рид         | 7–5 6–3                              |
| 1974   | Вимблдон                          | Пеги Мичел       | Карен Кранцке Хелен Гурли Коли     | 2–6, 6–4, 6–3                        |
| 1975   | Отворено првенство Аустралије (3) | Пеги Мичел       | Олга Морозова Маргарет Корт        | 7–6, 7–6                             |
| 1976   | Отворено првенство Аустралије (4) | Хелен Гурли Коли | Рената Томанова Лесли Тарнер Баури | 8–1                                  |
| 1977   | Отворено првенство Аустралије (5) | Хелен Гурли Коли | Кери Мелвил Рид Мона Шели Гјурант  | Подељена титула - финале није играно |

### Мешовити парови (1)

#### Победе (1)
| Година | Турнир                       | Партнер    | Противници у финалу          | Резултат |
| 1972   | Отворено првенство Француске | Ким Ваврик | Франсоаз Дир Жан Клод Баркли | 6–2, 6–4 |

#### Порази (1)
| Година | Турнир   | Партнер    | Противници у финалу        | Резултат |
| 1972   | Вимблдон | Ким Ваврик | Розмари Казалс Иље Настасе | 6–4, 6–4 |

## Титуле (68)
- 1970 — Саутпорт, Хемпстед, Њупорт, Холејк, Лестер, Минхен
- 1971 — Отворено првенство Француске, Вимблдон, Сиднеј, Крисчерч, Сатон, Гилдфорд, Мидленд, Мелбурн, Хилверсум, Единбург, Торки
- 1972 — Аделејд, Перт, Јужна Африка, Борнмаут, Даблин, Монтреал, Сиднеј, Мелбурн, Аделејд
- 1973 — Нови Зеланд, САД, Рим, Лион Солен, Синсинати, Монтреал, Шарлот, Токио, Хилтон Хед
- 1974 — Отворено првенство Аустралије, ВТА првенство, Денвер, Квинсленд, Сиднеј, Нови Зеланд
- 1975 — Отворено првенство Аустралије, Нови Зеланд, Детроит, Сиднеј
- 1976 — Отворено првенство Аустралије, ВТА првенство, Чикаго, Екрон, Далас, Бостон, Филаделфија, Хилтон Хед
- 1977 — Отворено првенство Аустралије, Сиднеј, Мелбурн, Сиднеј
- 1978 — Холувуд, Далас, Бостон, Бекенгхем, Сарбтион, Чајстер
- 1979 — САД, Флорида, Бекенгхем, Чајстер
- 1980 — Вимблдон